# Clytemnestra atlantica
Clytemnestra atlantica is een eenoogkreeftjessoort uit de familie van de Peltidiidae. De wetenschappelijke naam van de soort is voor het eerst geldig gepubliceerd in 1856 door Lubbock.